# Mahabad

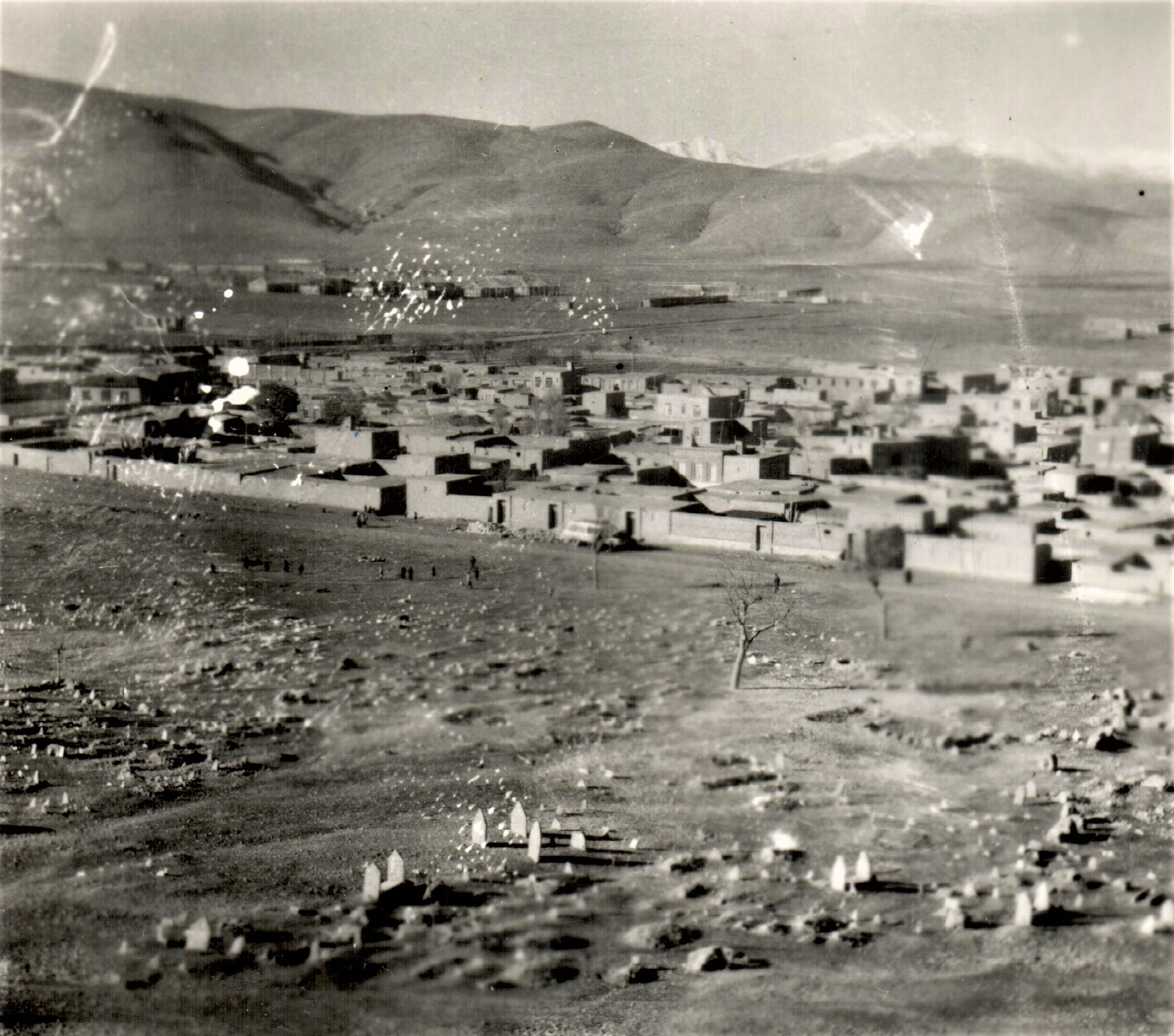
Mahabad (1959)

Mahabad (in curdo Mehabad‎; farsi مهاباد) è una città dell'altopiano del Kurdistan nell'Iran occidentale, capoluogo dello shahrestān di Mahabad nell'Azerbaigian Occidentale. La città si trova a sud del lago di Urmia, a 1.300 m s.l.m. Il nome Mahabad (mah abad) è la traduzione persiana dell'antico nome manneo che significa "luogo della luna", affine alla parola curda mang. La popolazione è in maggioranza curda.
È stata nel 1946 capitale della Repubblica di Mahabad.